# Eusiridae
Famille
Les Eusiridae sont une famille de crustacés amphipodes de la super-famille des Eusiroidea.

## Liste des genres
Selon World Register of Marine Species (12 décembre 2024) :
- Cleonardo Stebbing, 1888
- Dorotea Corbari, Frutos & Sorbe, 2019
- Eusirella Chevreux, 1908
- Eusirogenes Stebbing, 1904
- Eusiropsis Stebbing, 1897
- Eusirus Krøyer, 1845
- Harcledo J.L. Barnard, 1964
- Metarhachotropis Ariyama & Kohtsuka, 2022
- Meteusiroides Pirlot, 1934
- Pareusirogenes Birstein & M. Vinogradov, 1955
- Rhachotropis S.I. Smith, 1883
- Sennaia Bellan-Santini, 1997
- Triquetramana Hendrycks & Conlan, 2003

Auxquels GBIF (11 décembre 2024) ajoute :
- Aucklandia Walker, 1908 (genre qui n'est représenté par aucune espèce)

À noter également le genre Dulcibella, récemment créé, mais qui n'est pas encore mentionné par le WoRMS.

## Systématique
Le nom valide de ce taxon est Eusiridae Stebbing, 1888.